# De Entree van Haarlem
De Entree, ook wel De Entree van Haarlem genoemd, is een stedenbouwkundig project dat deel uitmaakt van Ontwikkelzone Schipholweg en is gelegen in het stadsdeel Schalkwijk van de gemeente Haarlem. Het gebied waar de Entree wordt gerealiseerd ligt aan de oostelijke rand van Haarlem waar de Schipholweg (N205) de stad binnen komt. Het project bestaat uit verschillende deelgebieden waar in totaal circa 800 woningen worden gerealiseerd, waaronder 188 huurwoningen.

## Beschrijving
In 2003 werd voor dit gebied het Masterplan 023 Haarlem vastgesteld, ontworpen door het toenmalige Soeters Van Eldonk architecten en is eigendom van het huidige Common Affairs. In 2007 werden hier lichte wijzigingen in gemaakt; zo zou het stadskantoor niet verhuizen naar dit gebied maar in het Centrum blijven, zal de VMBO-school zich concentreren op één locatie en zal er meer woningbouw worden toegevoegd. Door de economische crisis kwam lange tijd van deze plannen niks terecht. Pas in 2012 werden de plannen voor het gebied weer opgepakt.
De Entree is een nieuwbouwwijk van zo'n 800 woningen rondom twee centrale waterpartijen en is gelegen tussen de Schipholweg en Boerhaavelaan in Haarlem. De nieuwbouw wordt onder andere gerealiseerd door ontwikkelcombinatie 023 en gebouwd door Bouwgroep Dijkstra Draisma uit Bolsward. De Entree omvat een divers aanbod van hoog- en laagbouw, afwisselende gevels, gezinswoningen en appartementen.

### Entree West
In het gebied Entree West worden circa 380 woningen gebouwd en is gelegen tussen het Boerhaavebad, Schipholweg, Amerikaweg en Boerhaavelaan. Centraal in dit gebied is de Uiterdijkvijver aangelegd. Tevens zijn langs de rand van de Schipholweg zijn een woonzorgcentrum van Sint Jacob en een middelbare school, het Haarlem College gebouwd.
in 2016 werd op hoek van de Boerhaavelaan en Kadijklaan het appartementencomplex De Poortwachter opgeleverd. En is ontworpen door de Amsterdamse architect Ronald Janssen. Het werd tevens genomineerd voor de Haarlemse Lieven de Key-penning 2016.
Op de kop van de Uiterdijkvijfer is De Hofmeester gebouwd dit appartementengebouw ontworpen door DP6 architectuurstudio vormt het laatste plandeel aan de westelijke kant van de Entree. met de bouw van de Hofmeester dat centraal aan het water ligt werd in 2018 begonnen en werd opgeleverd in 2019.
De bouw van de laatste twee blokken; blok W3 en W4, van de wijk startte in oktober 2017 en bestaat uit zowel hoog- en laagbouw. De blokken W3 en W4 zijn ontworpen door respectievelijk Inbo en Heren 5. Het ontwerp van deze woningen is geïnspireerd door de stijl van Haarlems architect Johannes Bernardus van Loghem (1881-1940), een van de vertegenwoordigers van de Nieuwe Haagse School. Het hoogste gebouw (W4) bevindt zich op de hoek van de Schipholweg en de Amerikaweg. Begin 2020 zijn de laatste woningen opgeleverd aan de bewoners. Het gebied moet naar verwachting eind april 2020 zijn afgerond.

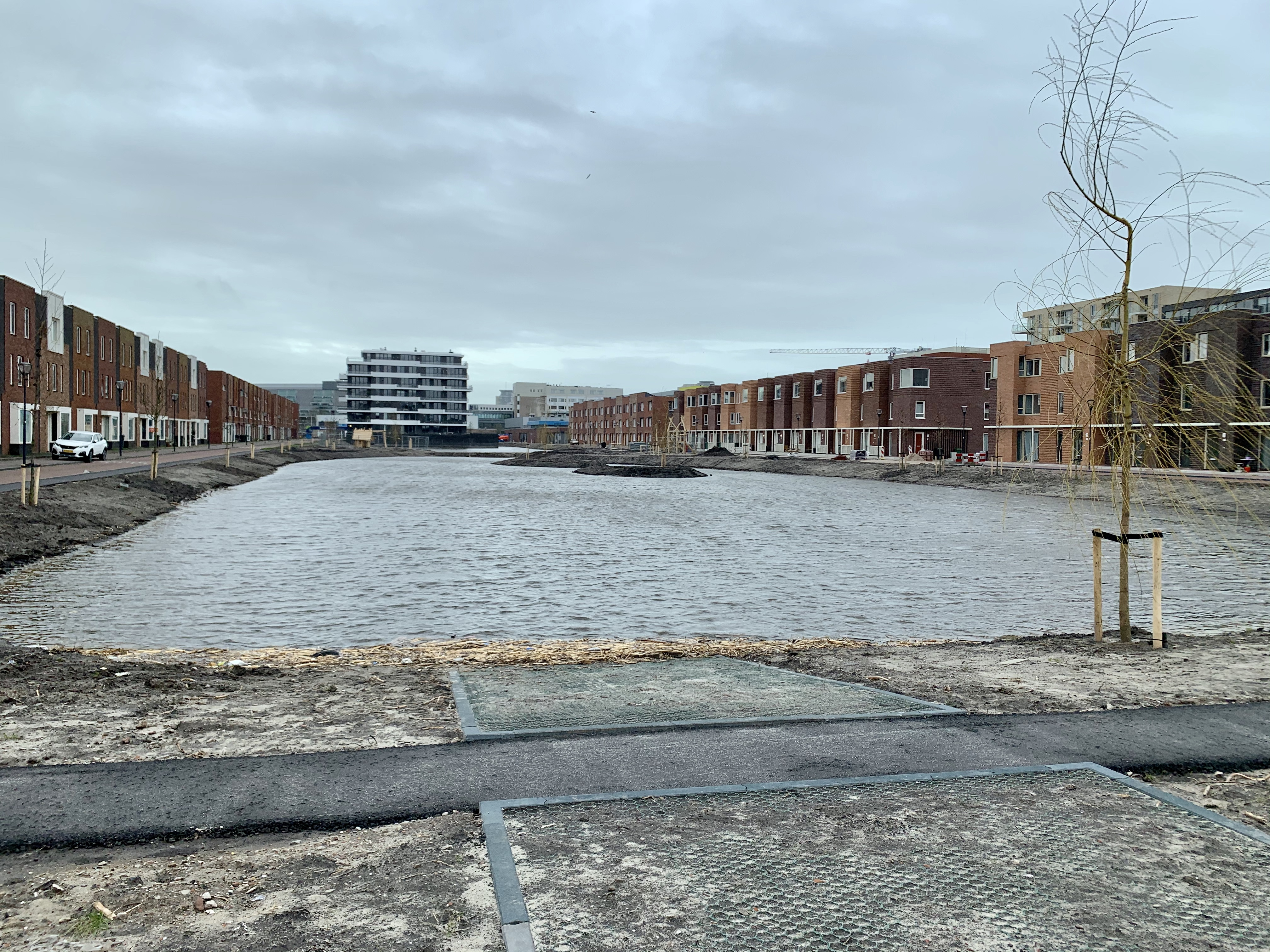
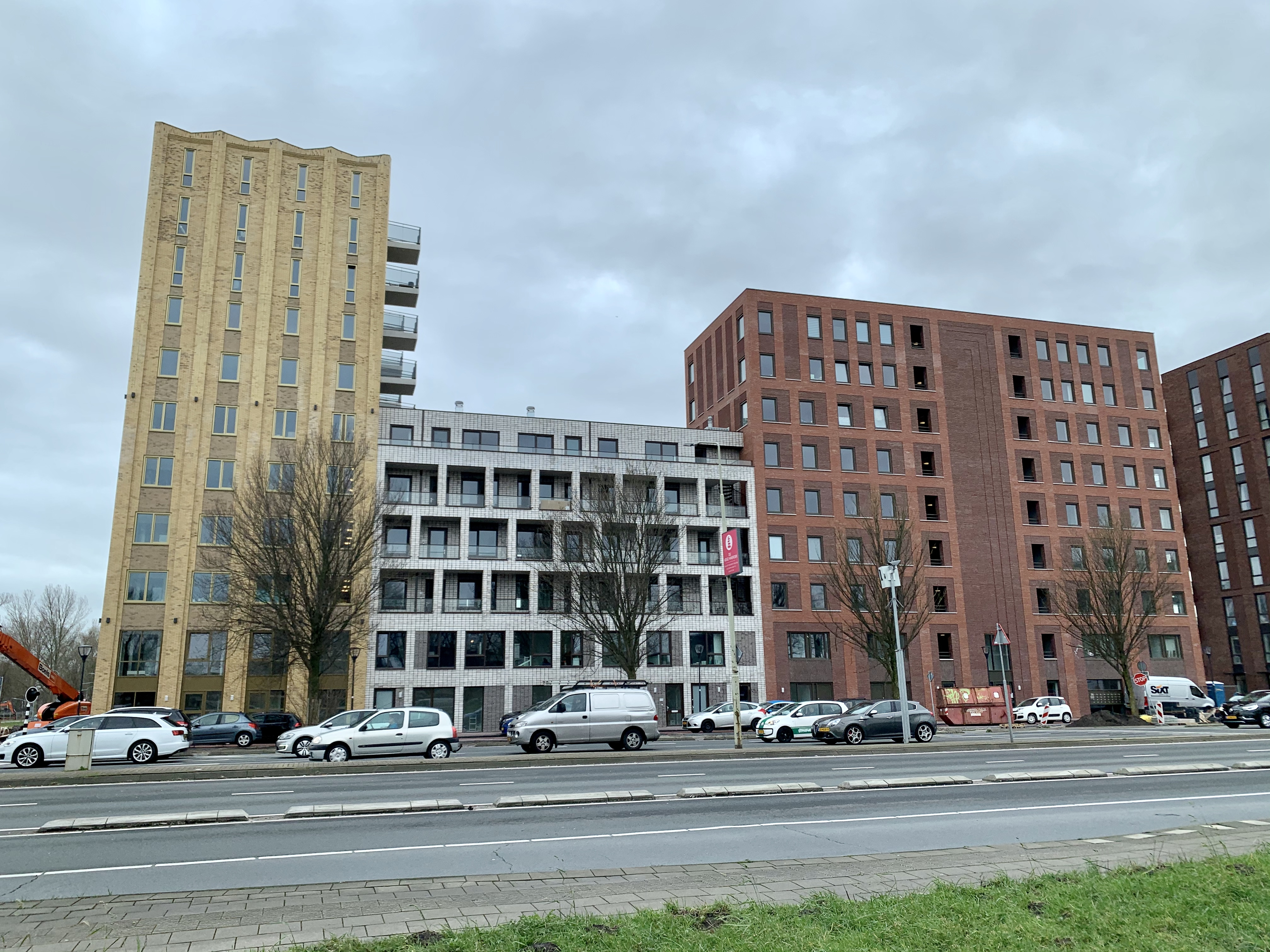
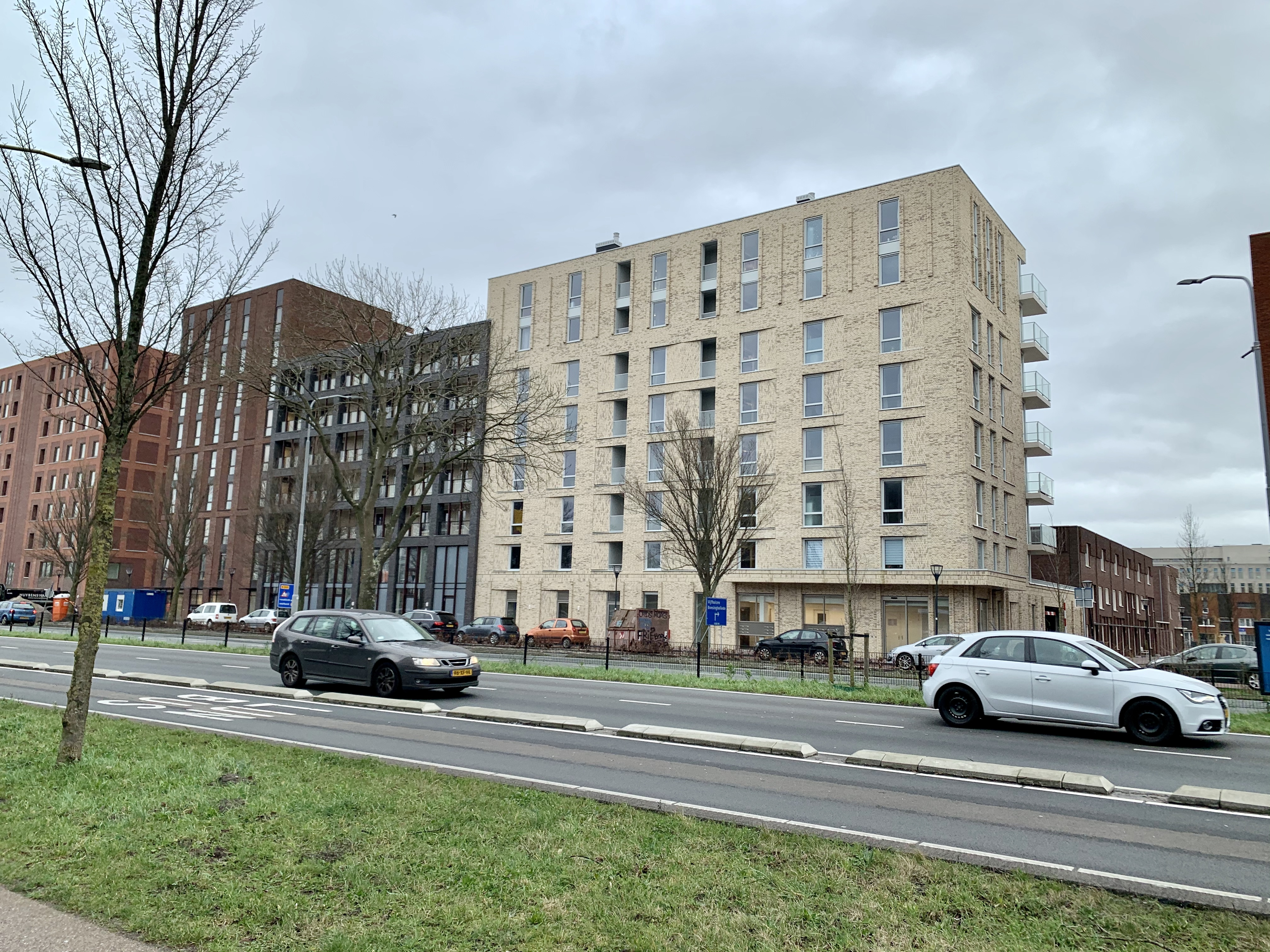
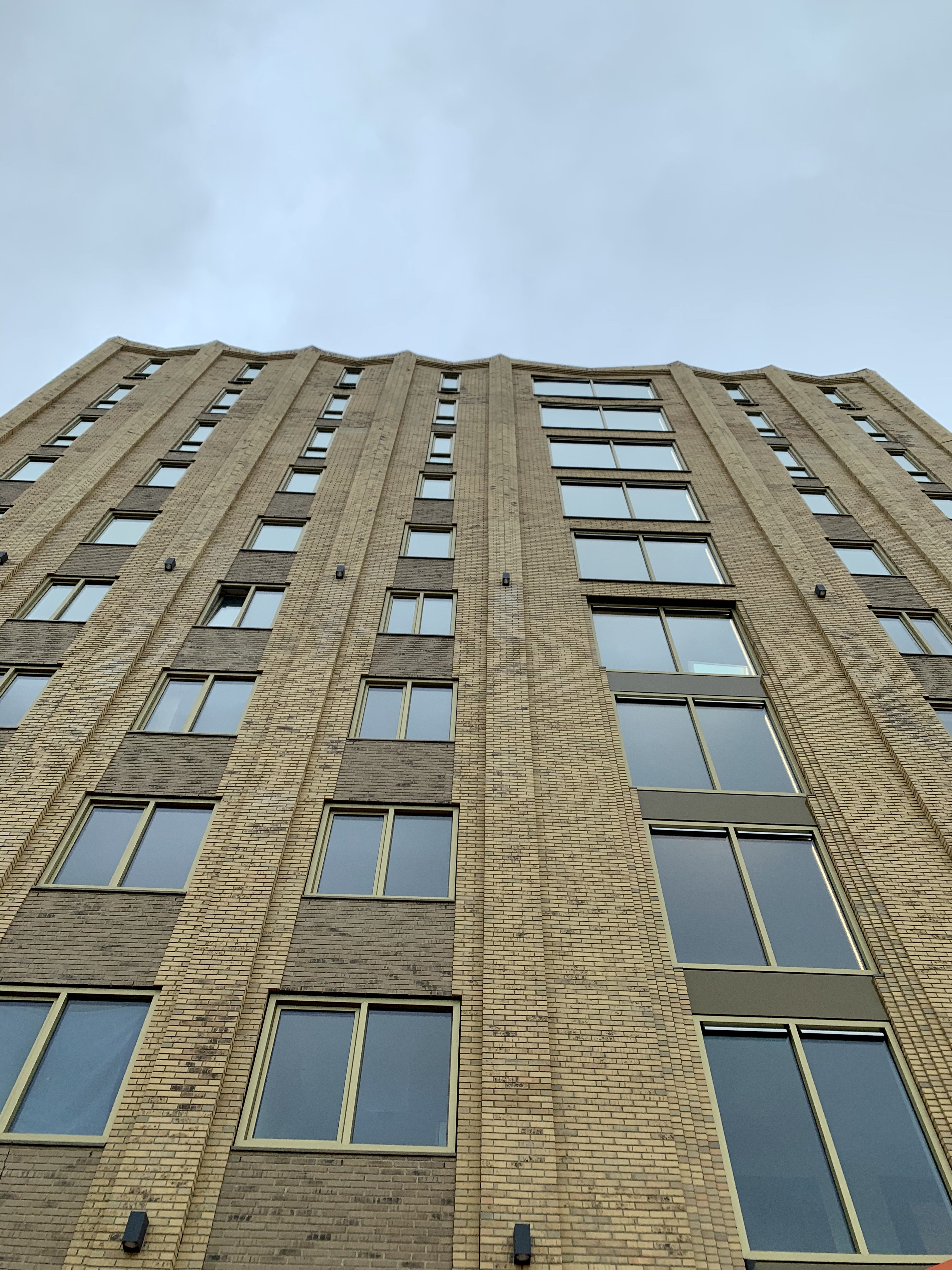

### Vijverpark
Vijverpark, voorheen ook wel aangeduid als Entree Oost, bevindt zich ten oosten van de Amerikaweg tussen de Boerhaavelaan en de Schipholweg op het terrein van een voormalig sportpark. In het oostelijk deel van deze nieuwbouwwijk worden 420 woningen gebouwd rondom de Componistenvijver, deze woningen zijn naar ontwerp van een tuinstad. De wijk wordt in meerdere fasen ontwikkeld.

### Verre Oosten
Het deelgebied Verre Oosten is een geplande nieuwbouwwijk direct naast Vijverpark. Het gebied is anno 2019 in gebruik door twee volkstuincomplexen Ons Buiten op gemeentelijke grond en Eigen Tuin op eigen grond. Voordat hier gebouwd kan worden zullen deze twee complexen een nieuwe plek binnen de gemeente aangewezen moeten krijgen. Een mogelijke oplossing is het in 2022 vrijkomende terrein van de afvalwaterzuivering. Dit terrein dient dan te worden aangekocht van Hoogheemraadschap Rijnland en dient er een gemaal te worden ingepast, andere opties worden ook bekeken. Het is het streven van de gemeente om in dit deelgebied zo'n 500 woningen te bouwen voor 2025.